# Équipe cycliste L39ION of Los Angeles
L'équipe cycliste L39ION of Los Angeles est une équipe cycliste étasunienne, ayant le statut d'équipe continentale depuis 2021.

## Principales victoires

### Championnats nationaux
- Championnats du Belize sur route : 1
  - Course en ligne : 2023 (Cory Williams)

## Classements UCI
L'équipe participe aux épreuves des circuits continentaux et principalement les courses du calendrier de l'UCI America Tour. Le tableau ci-dessous présente les classements de l'équipe sur ce circuits, ainsi que son meilleur coureur au classement individuel.
UCI America Tour
| UCI America Tour | UCI America Tour       | UCI America Tour                          | UCI America Tour |
| Année            | Classement par équipes | Meilleur coureur au classement individuel |                  |
| ---------------- | ---------------------- | ----------------------------------------- | ---------------- |
| 2022             | 24e                    | Eder Frayre (303e)                        |                  |
| 2023             | 12e                    | Tyler Williams (90e)                      |                  |
|                  |                        |                                           |                  |
| Source : UCI     |                        |                                           |                  |

L'équipe est également classée au Classement mondial UCI qui prend en compte toutes les épreuves UCI et concerne toutes les équipes UCI.
| Classement mondial | Classement mondial     | Classement mondial                        | Classement mondial |
| Année              | Classement par équipes | Meilleur coureur au classement individuel |                    |
| ------------------ | ---------------------- | ----------------------------------------- | ------------------ |
| 2022               | 182e                   | Eder Frayre (1936e)                       |                    |
| 2023               | 104e                   | Tyler Williams (860e)                     |                    |
|                    |                        |                                           |                    |
| Source : UCI       |                        |                                           |                    |

## L39ION of Los Angelesen 2022
| Cycliste                  | Date de naissance | Nationalité | Équipe 2021                  |  |
| ------------------------- | ----------------- | ----------- | ---------------------------- |  |
| Samuel Boardman           | 8 septembre 1995  | États-Unis  | L39ION of Los Angeles        |  |
| Alexander Cowan           | 19 novembre 1996  | Canada      | L39ION of Los Angeles        |  |
| Eder Frayre               | 20 octobre 1991   | Mexique     | L39ION of Los Angeles        |  |
| Ian Garrison              | 14 avril 1998     | États-Unis  | Deceuninck-Quick Step        |  |
| Lance Haidet              | 23 décembre 1997  | États-Unis  | L39ION of Los Angeles        |  |
| Gavin Hoover              | 12 juillet 1997   | États-Unis  | Elevate-Webiplex Pro Cycling |  |
| Ty Magner                 | 3 mai 1991        | États-Unis  | L39ION of Los Angeles        |  |
| Sean McElroy              | 27 février 1999   | États-Unis  | Aevolo                       |  |
| Freddy Ovett              | 16 janvier 1994   | Australie   | L39ION of Los Angeles        |  |
| Samuel Hunter Snipe Grove | 9 janvier 1993    | États-Unis  | L39ION of Los Angeles        |  |
| Cory Williams             | 9 août 1993       | Belize      | L39ION of Los Angeles        |  |
| Justin Williams           | 26 mai 1989       | Belize      |                              |  |
| Tyler Williams            | 17 novembre 1994  | États-Unis  | L39ION of Los Angeles        |  |